# Władysław Orkan
Franciszek Ksawery Smaciarz connu sous le nom de Władysław Orkan, né le 27 novembre 1875 à Poręba Wielka (Limanowa) et mort le 14 mai 1930 à Cracovie, est un écrivain polonais.

## Biographie
Orkan est le deuxième de trois enfants d'une famille de bûcherons et est né Franciszek Xawery Smaciarz. En 1898, il change son nom. Il fait ses premières tentatives littéraires au lycée de Cracovie, sous le pseudonyme d'Orkan. En raison de ses mauvais résultats scolaires, il n'obtient pas son diplôme d'études secondaires et retourne dans son village natal.
Ses débuts littéraires ont lieu en 1898 avec un volume de nouvelles, dont Kazimierz Przerwa-Tetmajer rédige la préface. Après 1900, il commence à construire une maison qui va devenir le musée biographique des Orkans (Muzeum Biograficzne Władysława Orkana), également appelée Orkanówka.

## Œuvres

### Poésies
- 1896 : Nad grobem Matki
- 1903 : Z tej smutnej ziemi
- 1912 : Z martwej roztoki
- 1915 : Pieśni czasu

### Drames
- 1903 : Skapany świat. Dramat w czterech aktach z epilogiem
- 1905 : Ofiara. Fragment w trzech aktach z r.1846
- 1905 : Wina i kara, tragédie
- 1908 : Franek Rakoczy. Epilog w trzech aktach

### Nouvelles
- 1898 : Nowele
- 1900 : Nad urwiskiem. Szkice i obrazki
- 1905 : Herkules nowożytny i inne wesołe rzeczy
- 1908 : Miłość pasterska
- 1921 : Wesele Prometeusza

### Romans
- 1900 : Komornicy
- 1903 : W roztokach, 2 volumes
- 1910 : Pomór
- 1912 : Drzewiej
- 1925 : Kostka Napierski

### Non-fiction
- 1916 : Drogą Czwartaków. Od Ostrowca na Litwę
- 1925-1927 : Listy ze wsi, 2 tomes
- 1926 : Warta. Studia, listy, szkice
- 1930 : Wskazania

### Autre
- 1936 : Czantoria (i inne pisma społeczne)